# Liste der Ministerpräsidenten und Ministerratspräsidenten Kubas
Diese Liste umfasst die Premierminister und Ministerratspräsidenten Kubas.

## Premierminister seit derRevolution von 1959
| Name              | Lebensdaten | Amtszeit                          |
| ----------------- | ----------- | --------------------------------- |
| José Miró Cardona | 1902–1972   | 5. Januar 1959–16. Februar 1959   |
| Fidel Castro      | 1926–2016   | 16. Februar 1959–2. Dezember 1976 |

## Präsidenten desMinisterratsseit Inkrafttreten derVerfassung von 1976
| Name              | Lebensdaten | Amtszeit                           |
| ----------------- | ----------- | ---------------------------------- |
| Fidel Castro      | 1926–2016   | 3. Dezember 1976–24. Februar 2008  |
| Raúl Castro       | * 1931      | 24. Februar 2008 – 19. April 2018  |
| Miguel Díaz-Canel | * 1960      | 19. April 2018 – 21. Dezember 2019 |

## Premierminister seit 2019
| Name                | Lebensdaten | Amtszeit               |
| ------------------- | ----------- | ---------------------- |
| Manuel Marrero Cruz | * 1969      | seit 21. Dezember 2019 |